# Richard F. Muth
Richard Ferris Muth (* 14. Mai 1927 in Chicago; † 10. April 2018) war ein US-amerikanischer Wirtschaftswissenschaftler und Hochschullehrer. Er war einer der Pioniere der Stadtökonomik.

## Werdegang, Forschung und Lehre
Muth studierte zunächst an der Washington University. Nachdem er 1949 den Grad eines Bachelor of Arts erreicht hatte, verließ er die Universität im folgenden Jahr als Master of Arts. 1958 graduierte er mit einem Ph.D.-Titel an der University of Chicago. Zunächst blieb er an der Hochschule, später folgte er einem Ruf der Stanford University und schließlich der Emory University.
Gemeinsam mit Edwin Mills und William Alonso erarbeitete Muth die Grundlagen einer räumlichen Ökonomik und der Stadtökonomik. Mills und Muth erarbeiteten mit Methoden der Spatial analysis grundlegende Verfahren zur Stadtentwicklung und leisteten dabei wichtige Beiträge zur Entwicklung des Modells der monozentrischen Stadtstruktur.

## Werke
Die folgende Auflistung gibt eine Auswahl von Muth veröffentlichter Bücher wieder, zudem hat er zahlreiche Zeitschriftenartikel und Arbeitspapiere verfasst.
- Cities and Housing. The Spatial Pattern of Urban Residential Land Use, 1969
- Urban Economic Problems, 1975
- The economics of housing markets mit Allen C. Goodman, 2002